# Wiktor Stepanowitsch Tschernomyrdin

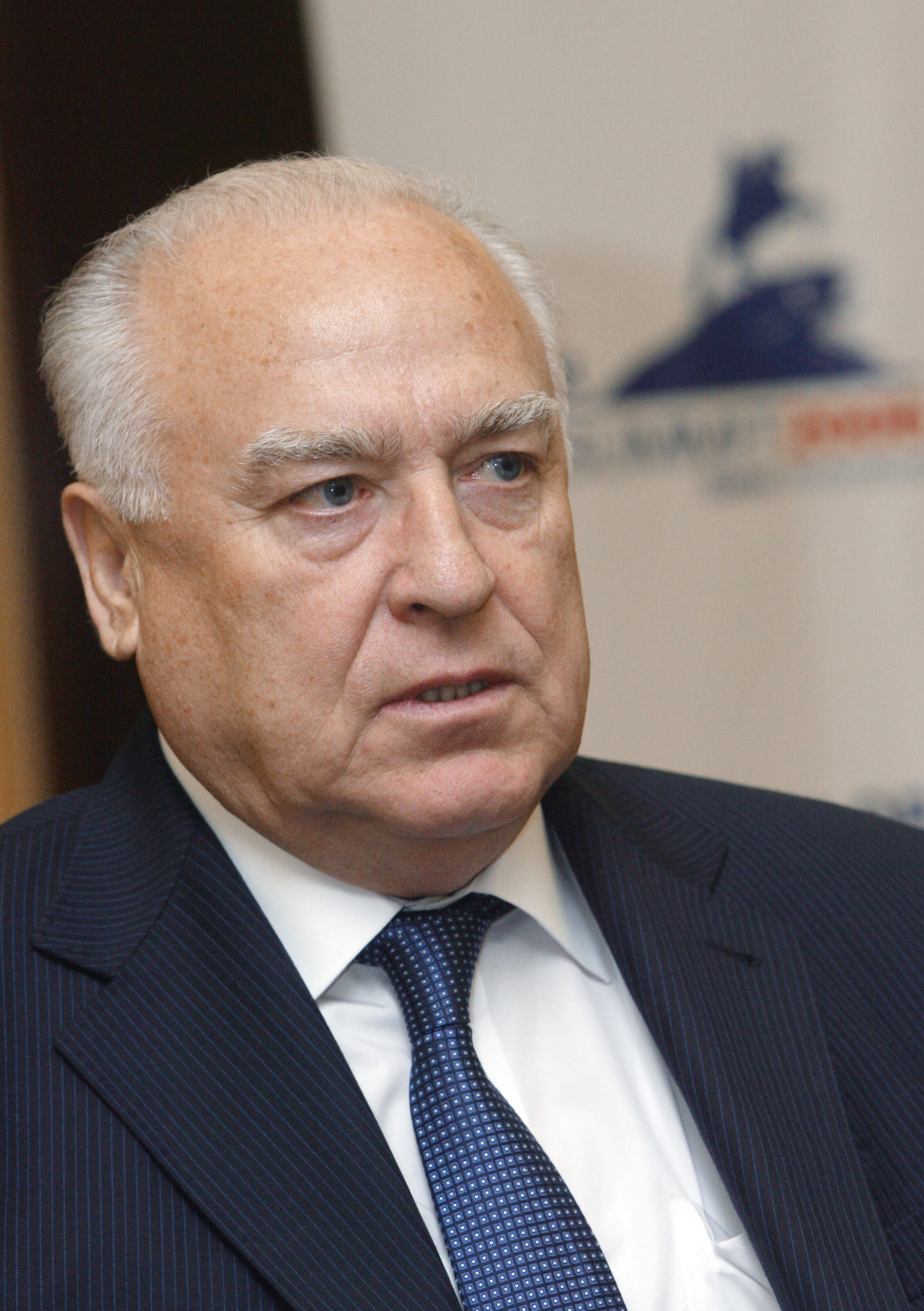
Tschernomyrdin auf dem G8-Gipfel im Juli 2006

Wiktor Stepanowitsch Tschernomyrdin (russisch Виктор Степанович Черномырдин, wiss. Transliteration Viktor Stepanovič Černomyrdin; * 9. April 1938 in Tschorny Otrog, Oblast Tschkalow; † 3. November 2010 in Moskau) war ein sowjetischer und russischer Politiker und von 1992 bis 1998 Ministerpräsident von Russland.

## Ausbildung
Nach Abschluss der Schule arbeitete der Sohn eines Chauffeurs bis 1962 in der Ölraffinerie von Orsk als Schlosser. Anschließend legte er die Aufnahmeprüfung der Technischen Fachhochschule in Kuibyschew (heute Samara) ab und studierte dort bis 1966. 1972 erlangte Tschernomyrdin an der Gesamtsowjetischen Technischen Fernuniversität zusätzlich den Abschluss eines Wirtschaftsingenieurs.

## Politische Laufbahn
1961 trat Tschernomyrdin in die KPdSU ein und war von 1967 bis 1973 als Parteifunktionär tätig. Anschließend wechselte er auf den Posten des stellvertretenden Chefingenieurs des erdgasverarbeitenden Orenburger Kombinats, wo er bald zum Direktor aufstieg.
Von 1985 bis 1989 war er Minister für die Gasindustrie der UdSSR und von 1989 bis 1992 Vorsitzender des staatlichen Gaskonzerns Gazprom.
1992 wurde Tschernomyrdin von Präsident Boris Jelzin zum Ministerpräsidenten der Russischen Föderation ernannt. Diesen Posten bekleidete er bis zum März 1998, als Jelzin die Regierung überraschend entließ und Sergei Kirijenko zum Ministerpräsidenten ernannte.
Nachdem die Regierung Kirijenko bereits im August desselben Jahres gescheitert war, versuchte Jelzin, Tschernomyrdin erneut als Ministerpräsidenten einzusetzen. Tschernomyrdins Rückkehr scheiterte jedoch an der Weigerung des Parlamentes, ihn zu bestätigen.
Am 14. April 1999 ernannte Jelzin Tschernomyrdin zum Sonderbeauftragten für Jugoslawien. Zusammen mit dem ehemaligen finnischen Präsidenten und UN-Diplomaten Martti Ahtisaari führte er die Friedensgespräche während des Kosovokrieges mit Slobodan Milošević.
Im Juni 1999 wurde Tschernomyrdin zum Aufsichtsratsvorsitzenden des Konzerns Gazprom ernannt, der inzwischen in eine Aktiengesellschaft umgewandelt war. Diesen Posten gab er jedoch bereits ein Jahr später, im Juni 2000, wieder auf; sein Nachfolger wurde Dmitri Medwedew. Bei den Parlamentswahlen im Dezember 1999 scheiterte Tschernomyrdins Partei Unser Haus Russland zwar an der Fünf-Prozent-Hürde, Tschernomyrdin selbst konnte sich seinen Parlamentssitz jedoch durch den Gewinn eines Direktmandates erhalten.
Von Mai 2001 bis Juni 2009 war Tschernomyrdin Botschafter Russlands in der Ukraine. Nach seiner Abberufung durch Präsident Medwedew wurde er von diesem zu seinem Berater berufen.

## Zitate
Tschernomyrdins Sprüche sind als Tschernomyrdinka in die russische Sprache eingegangen.
Der Satz Tschernomyrdins „Gewollt war das Beste, aber es kam wie immer“ bzw. „Wir wollten das Beste, aber es kam wie immer“  wurde in Russland zum geflügelten Wort (russisch „Хотели как лучше, а получилось как всегда“) – umgangssprachlich umgedeutet auch: „Man wollte das Beste, aber es kam das Übliche“. Die stehende Wendung „хотеть как лучше“ bedeutet „es gut meinen“ und bezeichnet gute Absichten, guten Willen und Beflissenheit. In Tschernomyrdins Antwort auf einer Pressekonferenz am 6. August 1993 zur Vorbereitung der Währungsreform endete der Satz auf: „… aber es kam, wie immer, [das und das] heraus.“ Da er aber nach „wie immer“ eine längere Pause machte, wurde der konkrete, sachbezogene Inhalt des Satzes zu einem sarkastischen Kommentar zur Lage Russlands oder des Auftretens seiner Politiker umgedeutet.
Die gleiche Redewendung kommt bereits in den Tagebüchern des Anarchisten Pjotr Kropotkin aus dem 19. Jahrhundert vor, wobei dieser möglicherweise den Satiriker Michail Saltykow-Schtschedrin zitiert, wurde aber erst durch Tschernomyrdins eher zufällige Verwendung bekannt.